# NGC 6178
NGC 6178 (również OCL 980 lub ESO 276-SC6) – gromada otwarta znajdująca się w gwiazdozbiorze Skorpiona. Odkrył ją John Herschel 27 lipca 1834 roku. Jest położona w odległości ok. 3,3 tys. lat świetlnych od Słońca.